# Jon Glaser

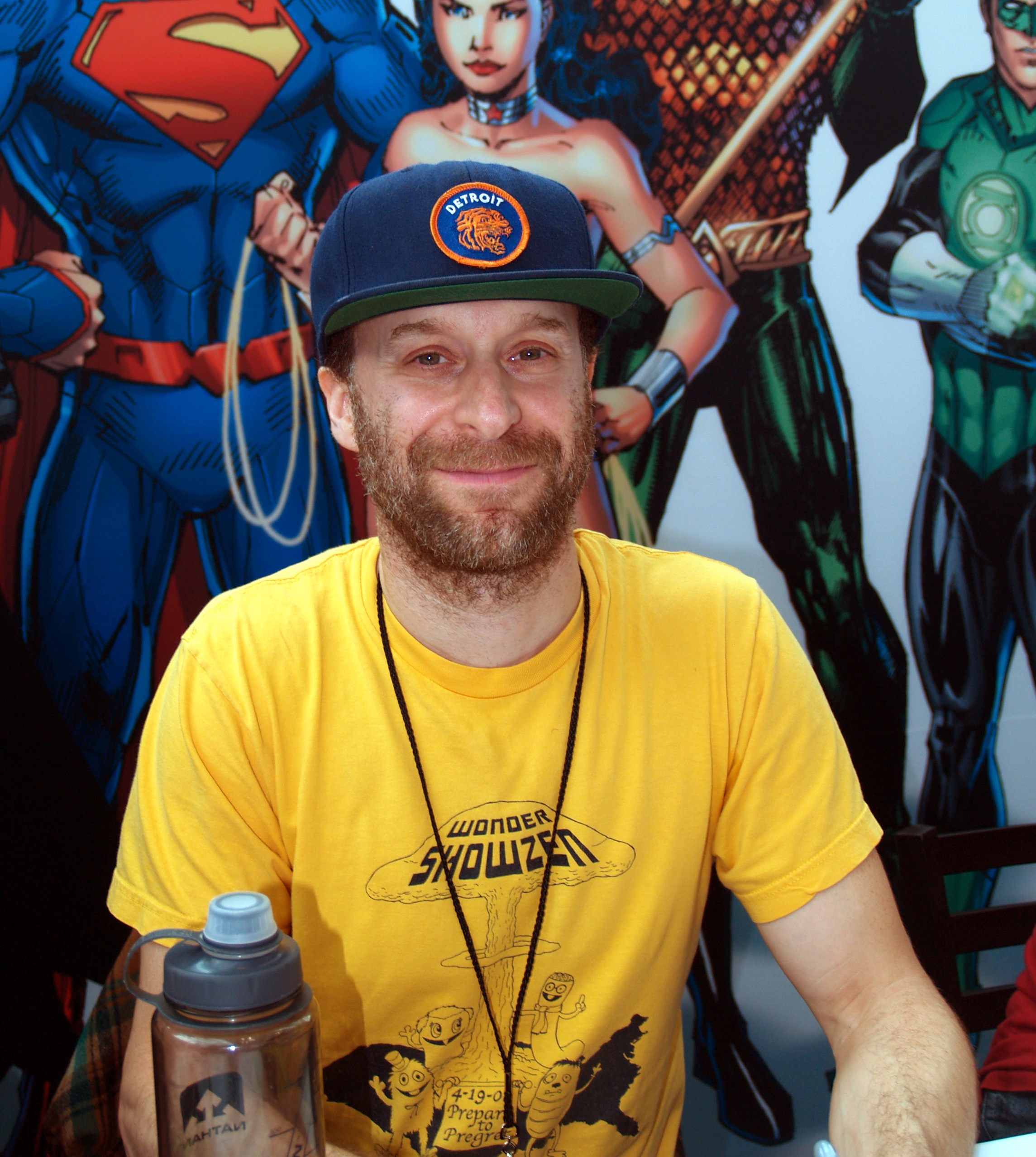
Jon Glaser (2015)

Jonathan „Jon“ Daniel Glaser (* 20. Juni 1968 in Chicago, Illinois) ist ein US-amerikanischer Schauspieler, Komiker und Drehbuchautor.

## Leben
Glaser, der jüdischer Abstammung ist, wuchs im Detroit-Vorort Southfield auf. Er besuchte die Southfield-Lathrup High School und schloss sie 1986 ab. Er ist Absolvent der Universität von Michigan, wo er in den Sketch-Comedy-Truppen Comedy Company und Just Kidding gemeinsam mit Jon Hein, H. Anthony Lehv, Matthew Schlein, Kristin Sobditch, Sara K. Mathison und Craig Neuman auftrat.
Bekannt wurde er durch seine langjährige Arbeit als Darsteller in Late Night with Conan O’Brien, in den Adult-Swim-Serien Delocated und Neon Joe, Werwolf Hunter sowie in der truTV-Serie Jon Glaser Loves Gear. Glaser hatte eine wiederkehrende Rolle als Ratsmitglied Jeremy Jamm in der NBC-Serie Parks and Recreation und erschien als Laird in der HBO-Serie Girls. Glaser war auch Autor der auf Comedy Central erscheinenden Sketch-Serie Inside Amy Schumer.
Glaser ist verheiratet und hat ein Kind.

## Filmografie (Auswahl)
Filme
- 2001: Pootie Tang
- 2005: Perfect Partner
- 2006: Der Date Profi (School for Scoundrels)
- 2007: Aqua Teen Hunger Force Colon Movie Film for Theatres (Stimme)
- 2008: Abgedreht (Be Kind Rewind)
- 2008: The Toe Tactic
- 2008: Baby Mama
- 2008: The Rocker – Voll der (S)Hit (The Rocker)
- 2008: A Bad Situationist
- 2012: Der Diktator (The Dictator)
- 2013: Tuna
- 2014: Growing Up and Other Lies
- 2014: Search Party
- 2015: Dating Queen (Trainwreck)
- 2015: Sisters
- 2019: Hustlers
- 2020: Omniboat: A Fast Boat Fantasia
- 2021: Don’t Look Up
- 2024: Friendship

Fernsehserien
- 1999/2000: Upright Citizens Brigade (zwei Folgen)
- 2003: Aqua Teen Hunger Force (drei Folgen, Stimme)
- 2004–2005: Stroker & Hoop (13 Folgen, Stimme)
- 2005–2006: Wonder Showzen (drei Folgen)
- 2005: O’Grady (zwei Folgen, Stimme)
- 2005–2007: Lucy, the Daughter of the Devil (elf Folgen, Stimme)
- 2006: Freak Show (sieben Folgen, Stimme)
- 2007–2008: Human Giant (vier Folgen)
- 2008: The Line (drei Folgen)
- 2008: Superjail! (eine Folge, Stimme)
- 2008–2009: Mayne Street (13 Folgen)
- 2009–2013: Delocated (30 Folgen)
- 2009: 30 Rock (eine Folge)
- 2011–2020: Bob’s Burgers (vier Folgen, Stimme)
- 2011: Jon Benjamin Has a Van (eine Folge)
- 2011: Lass es, Larry! (Curb Your Enthusiasm) (eine Folge)
- 2011/2014: The Heart, She Holler (zwei Folgen)
- 2012–2015: Parks and Recreation (18 Folgen)
- 2013–2017: Girls (zwölf Folgen)
- 2014–2016: TripTank (Stimme)
- 2015: Louie (eine Folge)
- 2015: Difficult People (eine Folge)
- 2015–2017: Neon Joe, Werewolf Hunter (zehn Folgen)
- 2016: Archer (eine Folge, Stimme)
- 2016–2019: Jon Glaser Loves Gear (13 Folgen)
- 2016/2019: Your Pretty Face Is Going to Hell (zwei Folgen)
- 2019: Living with Yourself (zwei Folgen)
- 2019: Mr. Robot (eine Folge)
- 2020: Our Cartoon President (drei Folgen, Stimme)
- 2020–2022: Dicktown (sechs Folgen, Stimme)
- 2021: Kevin Can F**k Himself (eine Folge)
- 2021: Fairfax (eine Folge, Stimme)
- 2021/2023: Teenage Euthanasia (zwei Folgen)
- 2022: Law & Order: Special Victims Unit (eine Folge)
- 2022–2023: Single Drunk Female (sechs Folgen)
- 2022: Beth und das Leben (Life & Beth) (vier Folgen)
- 2023: White House Plumbers (eine Folge)
- 2024: Ghosts (eine Folge)
- 2024: Dinner with the Parents (acht Folgen)
- 2024: What We Do in the Shadows (eine Folge)

Fernsehsendungen
- 1996: The Dana Carvey Show (zwei Folgen)
- 1998–2008: Late Night with Conan O’Brien (35 Folgen)
- 2000: Saturday Night Live (eine Folge)
- 2000–2001: TV Funhouse (acht Folgen, Stimme)
- 2004–2006: Cheap Seats (16 Folgen)
- 2010: Nick Swardson’s Pretend Time (eine Folge)
- 2013: The Greatest Event in Television History (eine Folge)
- 2013–2022: Inside Amy Schumer (sechs Folgen)
- 2015: Conan (zwei Folgen, Stimme)